# 기타바타케 아키이에
기타바타케 아키이에(일본어: 北畠顕家 きたばたけ あきいえ[*] ~ )는 일본 가마쿠라 시대(鎌倉時代) 말기에서 난보쿠초 시대(南北朝時代)에 걸쳐 활약했던 남조(南朝)측의 구교(公卿), 무장이다. 《신황정통기》(神皇正統記)를 저술한 준삼후(准三后) 기타바타케 지카후사(北畠親房)의 장남이다. 저작으로 《기타바타케 아키이에 상주문》(北畠顕家上奏文)이 남아 전하고 있다. 관직은 남조 종2위(従二位) 곤노주나곤(権中納言) 겸 무쓰노다이스케(陸奥大介) 진주후다이쇼군(鎮守府大将軍)이며, 사후 종1위(従一位) 우다이진(右大臣)으로 추증되었다.
고다이고 천황(後醍醐天皇)의 측근으로 「노치노 산보」(後の三房)의 한 명이었던 기타바타케 지카후사의 아들로써 전례없이 14세(만 12세)의 나이에 산기(参議)로 임명되고 구교의 반열에 올라, 겐무 신정(建武の新政)에서는 진주후다이쇼군(鎮守府大将軍)으로써 노리요시 친왕(義良親王, 훗날의 고무라카미 천황)을 받들어 무쓰국(陸奥国)으로 내려갔다(무쓰 쇼군후陸奥将軍府). 훗날의 아시카가 다카우지(足利尊氏)의 싸움인 겐무의 난(建武の乱)이 일어나고, 서쪽으로 병력을 이끌고 와서 제1차 교토 합전(京都合戦)에서 닛타 요시사다(新田義貞)나 구스노키 마사시게(楠木正成) 등과 협력하여 이를 교토에서 쳐부수고, 규슈(九州)로 내쫓는다. 그리고 부임지로 돌아가려 하였으나, 규슈로 쫓겨갔던 아시카가 다카우지가 다시금 일어나 교토를 점령해 새로운 천황을 옹립하고, 고다이고 천황이 남쪽으로 요시노로 가서 새로운 조정을 선포함으로써 남북조 내란(南北朝の内乱)이 일어나기에 이르렀고, 다시금 이를 치고자 서쪽으로 와서 가마쿠라를 함락시키고 교토로 향하였다. 아오노가하라 전투(青野原の戦い)에서 막부측 무장 도키 요리토(土岐頼遠)를 쳐부수지만, 요시사다와의 연계에 실패하고 곧장 나아가는 것이 힘들어졌다. 이세(伊勢)를 경유하여 우회해서 야마토(大和) 등지를 중심으로 북조군을 상대로 과감한 도전을 행하여 마침내 이즈미국(和泉国) 사카이노우라(堺浦) ・ 이와쓰(石津)까지 몰아붙였는데, 이와쓰 전투(石津の戦い)에서 분전 끝에 막부측 집사(執事) 고노 모로나오(高師直)의 군에 패배하고 전사하였다. 향년 21세(만 20세)였다.
고다이고 천황의 어전에서 이목구비가 수려했던 중국 북제(北斉)의 황족 무장 고장공(高長恭)으로 분하여 『료오』(陵王, りょうおう)를 추어 보이는 등 예능 관련 일화도 남아 있다.
사후 메이지 시대(明治時代)에 이르러 아키이에를 주제신(主祭神)으로 하는 레이잔 신사(霊山神社)와 아베노 신사(阿部野神社)가 세워졌으며, 이들은 겐무 중흥 15사(建武中興十五社)의 하나가 되었다.

## 생애

### 유년기

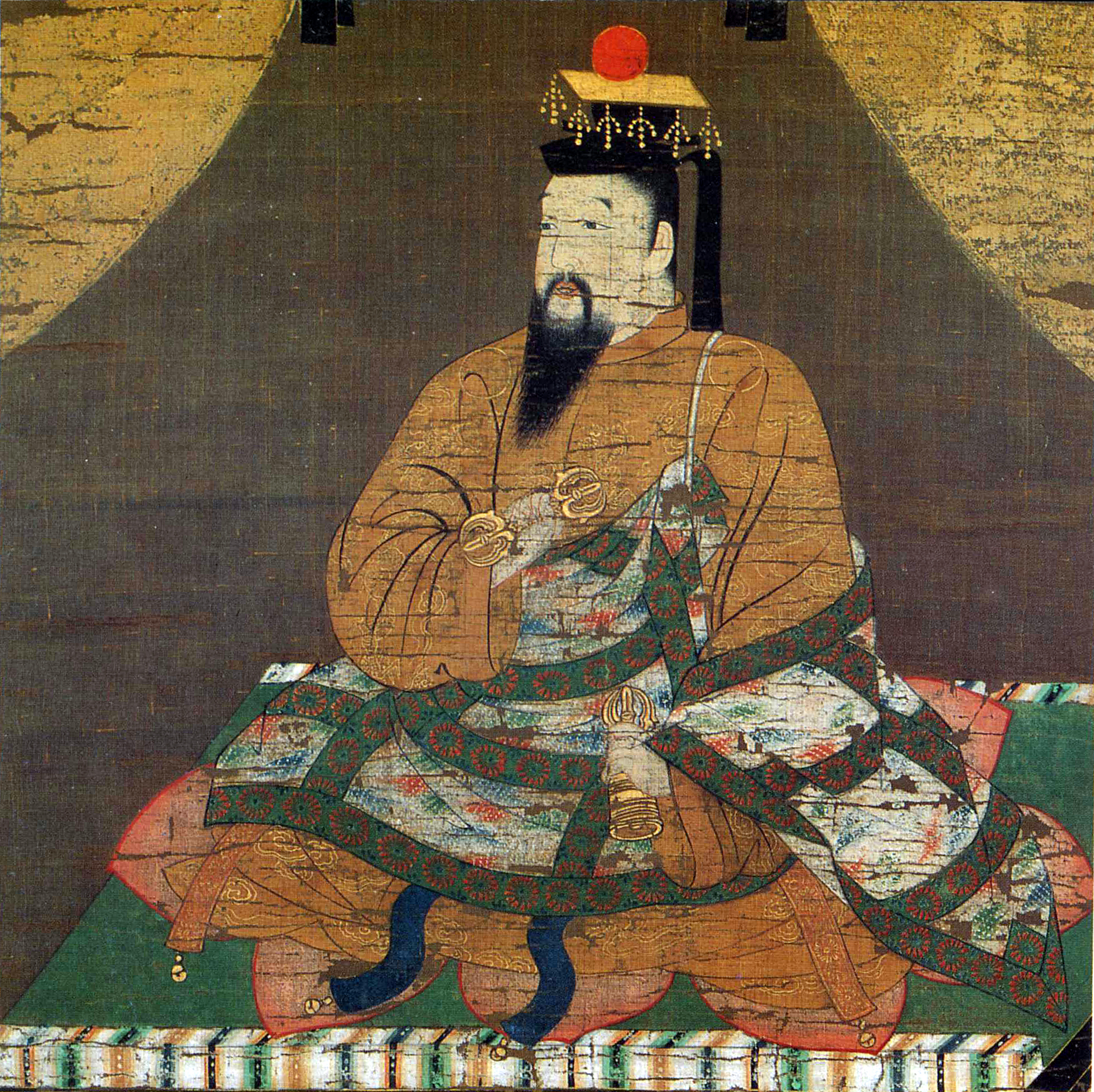
가나가와현 후지사와시 쇼조코지(清浄光寺)에 소장되어 있는 고다이고 천황의 초상화.

기타바타케 아키이에는 분포(文保) 2년(1318년) 3월 2일 기타바타케 지카후사의 장남으로 태어났다. 아버지 지카후사는 노치노 산보(後の三房)라 불리며 고우다 천황(後宇多天皇)이나 고다이고 천황(後醍醐天皇)의 측근 중 한 명이었고, 겐코 3년/쇼쿄 2년(1333년)에 시작된 겐무 신정에서 고다이고 천황을 보좌했고 고다이고 천황 사후에도 죽는 순간까지 남조를 떠받치다시피 했던 인물이다.
겐오(元応) 3년(1321년) 1월 아키이에는 불과 세 살의 나이로 작위를 받은 것을 시작으로 이후 이러저러한 관직을 역임하였으며, 겐코(元弘) 2년/쇼쿄(正慶) 원년(1332년) 12세가 되었을 무렵 아키이에의 관직은 종3위(従三位) 산기(参議) ・ 사콘노에노츄조(左近衛中将)가 되어 있었다.14세로 산기의 자리에 오른 것은 이전까지 선례가 없는 일이었으며, 구교 나카하라노 모로모리(中原師守)의 일기인 《모로모리키》(師守記)에서는 「나이 어린 자가 산기로 임명된 사례」로써 앞서 고겐(康元) 2년(1257년) 11월에 15세로 산기가 되었던 시조 다카아키(四条隆顕)와 함께 기록하고 있다.
겐코 원년(1331년) 3월에 고다이고 천황이 사이온지 긴무네(西園寺公宗)의 기타야마 저택(北山第)으로 행차했을 때 아키이에도 여기에 행종하였으며, 이곳에서 「노오」(陵王)를 추어 보였다. 《마스카가미》(増鏡)에서는 이때 고다이고 천황도 피리를 불었으며 아키이에가 춤을 마친 뒤에 전임 관백 니조 미치히라(二条道平)가 자신의 홍매화색 웃옷과 남색 옷 두 벌을 포상으로 주었다고 한다.
이렇듯 아키이에는 일본 역사상 최연소 산기 임명자라는 선례 없는 승진을 보였으며, 아버지 지카후사와 마찬가지로 순조로운 출세를 해 나가고 있었다. 이는 기타바타케 가문이 구니히토 왕(邦仁王) 때부터 대대로 다이카쿠지 왕통(大覚寺統)과 깊은 관계가 있었기 때문으로 여겨지고 있다.

### 무쓰 하향 그리고 현지 통치

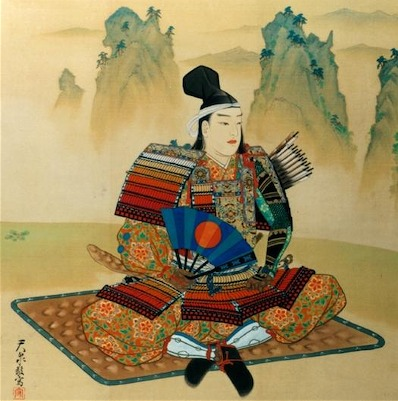
기타바타케 아키이에 경 초상(北畠顕家卿肖像). 다이쇼 시대의 화가 오규 덴센(萩生天泉, 1882~1945)의 그림이다. 료 잔 신사(霊山神社) 소장.

기타바타케 아키이에는 이 해 종3위 무쓰노카미(陸奥守)에 위계된다. 겐무 원년(1334년) 고다이고 천황의 황자인 노리요시 친왕(義良親王)을 받들고 아버지와 함께 간토의 무사를 복속시키기 위해 무쓰국 다가 성(多賀城)으로 하향해 도호쿠 지방(東北地方)을 다스렸다. 같은 해 종2위에 위계되었고, 겐무 2년(1335년)에는 진주후쇼군(鎮守府将軍)에 임명되었다.
겐코(元弘)3년/쇼쿄(正慶) 2년(1333년) 5월, 아시카가 다카우지(足利高氏)가 교토의 막부 거점인 로쿠하라 단다이를 무너뜨리고, 닛타 요시사다(新田義貞)가 가마쿠라 막부의 거점 가마쿠라를 직공하여 막부를 멸망시킨 뒤, 아키이에는 아버지 지카후사와 함께 새롭게 시작된 겐무 신정(建武の新政)을 보좌하였다. 8월 5일 아키이에는 종3위(従三位) 무쓰노카미(陸奥守)가 되었다.
10월 10일에는 정3위(正三位)로 서임되고 10월 20일 고다이고 천황의 아들 노리요시 친왕(義良親王, 훗날의 고무라카미 천황)을 받들어 아버지와 함께 무쓰로 내려갔다. 11월 29일에 무쓰 국의 다가 성(多賀城, 일본 미야기현 다가죠시)에 도착하여 도호쿠 지방(東北地方)의 통치를 시작하였다.
이듬해 겐무(建武) 원년(1334년) 8월 아키이에는 쓰가루(津軽)에 있던 호조 씨 잔당 추토를 시작하였다. 그리고 11월 19일에 이르러 이들을 멸망시켰고, 12월 17일에는 쓰가루 평정의 공적으로 종2위(従二位)에 서임되었다.
겐무 2년(1335년) 11월 12일, 아키이에는 진주후쇼군(鎮守府将軍)에 임명되었다. 이보다 앞서 7월에는 도고쿠에서 호조 씨의 잔당에 의한 나카센다이의 난(中先代の乱)이 발발하였는데, 8월까지의 사이에 아시카가 다카우지가 이 난을 평정하였다. 그 달 30일 아시카가 다카우지는 시바 이에나가(斯波家長)를 오슈 간레이(奥州管領)로 삼았다. 이는 명백하게 아키이에를 견제하고자 하는 것이었다.

### 교토로의 진격과 아시카가 다카우지와의 싸움
같은 해 아시카가 다카우지가 가마쿠라에서 천황의 친정에 반기를 들고 군을 이끌고 교토로 진격한다. 11월에 조정은 다카우지에 대한 추토를 선명하고, 닛타 요시사다(新田義貞)를 총대장으로 하는 군세를 가마쿠라로 파견하였고, 12월까지의 사이에 다카우지측에 의해 격파당하였다. 다카우지는 그 기세로 요시사다를 추격하여 교토까지 밀고 왔다.
12월 22일, 기타바타케 아키이에는 노리요시 친왕을 받들어 오슈의 병력을 이끌고 상경해 다카우지군을 쫓아 상경을 개시하였다. 군키모노가타리(軍記物) 《태평기》(太平記)는 그 병력의 수가 5만이었다고 그리고 있다.
이듬해인 겐무 3년(1336년) 1월 2일, 아키이에군은 가마쿠라를 쳐서 아시카가 요시아키라(足利義詮, 다카우지의 적자) ・ 모모노이 다다쓰네(桃井直常)의 군세를 쳐부수고, 가마쿠라를 점령하였다. 다음날 사타케 사다요시(佐竹貞義)가 아키이에의 추격에 나서자 아키이에는 가마쿠라를 나와 진격을 개시하였다. 1월 6일에는 도토미(遠江)에, 12일에는 오미(近江) 에치 강(愛知川)에 도착하였다.
한편 아키이에의 군세는 이때 하루에 평균 40km 정도를 이동하여 600km에 달하는 긴 거리를 거의 반달만에 주파하였고 그 뒤에도 도보 등으로 하루에 30km를 간다는 페이스를 유지하였다. 이는 훗날 하시바 히데요시(羽柴秀吉)의 이른바 주고쿠 대회군(中国大返し)을 까마득히 초월하는 일본 역사상 손꼽히는 강행군이었다.
그뒤 아키이에군은 비와호(琵琶湖)를 하루만에 건넜고, 다음날인 13일에 사카모토(坂本)에서 닛타 요시사다, 구스노키 마사시게(楠木正成)와 합류, 전략 회의를 열었으며 한편으로 사카모토의 행궁에서 고다이고 천황을 알현하였다.
1월 16일 아키이에와 요시사다의 연합군이 온조지(園城寺)를 쳐서 아시카가 측의 군세를 격파하였다. 군을 거느리고 있던 호소카와 죠젠(細川定禅)은 달아났다. 나아가서 고노 모로나오(高師直)와 세키잔(関山)에서 전투하였다. 그뒤로도 전투는 이어졌는데, 1월 27일부터 30일에 걸친 싸움에서 요시사다 ・ 마사시게와 함께 다카우지를 격파하고, 교토에서 내쫓는데 성공하였다.
2월 4일, 아키이에는 우에몬노카미(右衛門督) 게비이시벳토(検非違使別当)에 임명되었고, 5일에는 「대장군」(大将軍)이라는 칭호를 하사받고 「진주후다이쇼군」(鎮守府大将軍)이 되었다. 같은 날 아키이에는 요시사다와 함께 다카우지 ・ 다다요시(直義)를 추토하기 위해 교토를 출격하였다.
2월 10일부터 11일에 걸쳐 다시금 교토 입경을 꾀했던 다카우지를 셋쓰(摂津) 도요시마가와라(豊島河原)에서 격파하였고, 다카우지는 규슈로 도주하였다(도요시마가와라 합전豊島河原合戦). 그뒤 아키이에는 요시사다와 함께 아시카가군을 추격하여 각지를 전전한 뒤, 2월 14일에 교토로 개선하였다.

### 무쓰로의 귀환
3월 2일, 아키이에는 곤노주나곤(権中納言)에 임관되고 3월 20일(또는 24일)에 아시카가 측 무사를 토벌하기 위해 무쓰로 돌아갔다. 그 귀환길에 사가미(相模)에서 아시카가측의 시바 이에나가의 방해를 받았으나 4월에는 이를 쳐부수었다.
5월 아키이에는 소마 씨(相馬氏)를 쳐부수고 오슈로 귀환하였다. 이 사이에 아키이에와 함께 싸우던 요시사다 ・ 마사시게가 규슈에서 북상한 타카우지에게 미나토 강(湊川)에서 패하고(미나토 강 전투) 마사시게는 사망, 요시사다는 고다이고 천황과 함께 히에이 산(比叡山)으로 도망쳤다.
같은 해 9월 무사시 국(武蔵国) 고다마 군(児玉郡) 아자미 산(浅見山, 다른 이름으로는 오쿠보 산大久保山) 주변 지역(일본 사이타마 현 혼조시에서 고다마 정児玉町 일대)에서 아자미 산 합전(薊山合戦)이 벌어졌다. 《겐코 일기》(元弘日記)에 따르면 이 싸움에서 관군이 모두 유리하였다고 한다.

### 료 산 출발과 가마쿠라 공략

기타바타케 아키이에의 아버지 지카후사를 그린 메이지 시대의 《전현고실》(前賢故実)의 삽화. 지카후사는 당시 남조를 사상적으로 정치적으로 지탱하고 있던 핵심 인물이었다.

엔겐(延元) 2년/겐무 4년(1337년) 1월 아버지 기타바타케 지카후사로부터 이세(伊勢)로의 구원을 말하는 문서가 보내져 왔다. 8일에 아키이에는 고쿠후(国府)를 료 산(霊山, 현 소마시(相馬市) 또는 다테시(伊達市))에 있는 료 산성(霊山城)으로 옮겼다.
이 무렵 고다이고 천황(後醍醐天皇)으로부터도 지난해 12월에 발신된 교토 탈환을 명하는 윤지(綸旨)가 왔다. 칙명을 받은 아키이에는 25일에 봉답서(奉答書)를 보냈는데 여기서 아키이에는 「료 산성이 적에게 포위되어 있고, 한편으로 아직 오슈가 안정되지 않았으니 바로 상경할 수는 없습니다. 와키야 요시스케(脇屋義助, 닛타 요시사다의 동생)와 연락을 취하고 있습니다」(霊山城が敵に囲まれており、なおかつ奥州が安定してないので、すぐに上洛はできない。脇屋義助と連絡を取り合っている)라고 대답하였다.
8월 11일 아키이에는 노리요시 친왕(義良親王)을 받들어 료 산성을 출발하여 교토로 상경하기 위해 다시금 남쪽으로 내려갔다. 군키모노가타리 《태평기》에는 이때의 군세가 오슈 54개 군으로부터 소집된 것으로 그 병력의 수는 10만여 기(騎)였다고 그리고 있다.
8월 19일 아키이에군은 시라카와 관(白河関)을 넘어 시모쓰케(下野)로 들어가 다테 유키토모(伊達行朝), 나카무라 쓰네나가(中村経長)의 군을 중심으로 12월 8일에 아시카가측의 오야마 성(小山城)을 함락시키고 오야마 도모사토(小山朝郷)를 체포하였다. 아키이에는 아시카가측의 대군을 12월 13일에 도네 강(利根川)에서, 16일에는 아보하라(安保原)에서 각각 격파하였다. 마침내 북조측의 우쓰노미야 긴쓰나(宇都宮公綱)도 아키이에군에 가세하였다.
12월 23일, 아키이에가 거느린 군세는 가마쿠라를 공격, 24일까지 이를 공략하였다. 이 무렵 시바 이에나가가 전사하고, 아시카가 요시아키라 ・ 우에스기 노리아키(上杉憲顕) ・ 모모노이 다다쓰네(桃井直常) ・ 고노 시게모치(高重茂) 등은 가마쿠라를 버리고 호소(房総) 방면으로 탈출하였다. 가마쿠라를 함락시킨 아키이에군에게는 닛타 요시사다의 아들 요시오키(義興), 나아가서는 호조 도키유키(北条時行)가 합류하는 등 승세를 타고 팽창해 올랐다. 《태평기》(太平記)에서는 간토(関東) 일원에서 아키이에 앞으로 군사들이 다투어 달려와 참가하였고, 그 수는 50만까지 올랐다고 그리고 있지만, 이는 과장된 것으로 여겨지고 있다. 어쨌든 아키이에의 군세는 대군이었던 것은 틀림없으며, 아키이에는 기세를 타고 가마쿠라에서 서쪽으로 올라가기 시작하였다.
《태평기》에는 아키이에의 군은 철저하게 약탈을 벌이면서 행군하였고, 아키이에가 지나간 자리에는 인가는 물론이고 풀뿌리 하나도 남은 것이 없었다고 그리고 있다. 그리고 「이런 짓을 부끄러워할 줄 모르는 아즈마에비스의 군세였기 때문이다」(これらの行動を恥知らずの夷の軍勢であるから)라고 비판적으로 묘사하고 있다. 료 산 포위 등 곤경에서 빠져나와 출격한 탓에 물자가 절대적으로 부족했던 아키이에군의 사정이 반영된 것이 엿보인다.

### 닛타 요시사다와의 제휴 실패

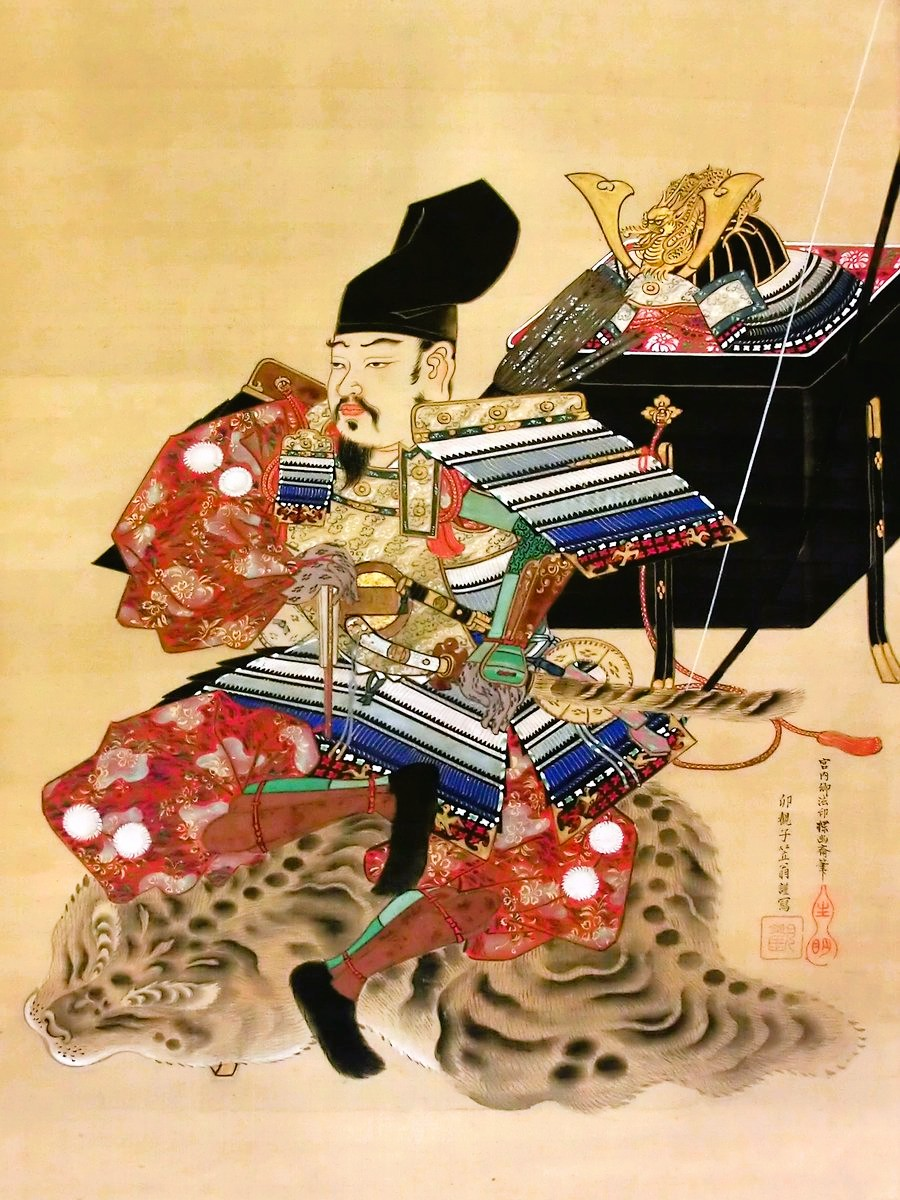
후지시마 신사(藤島神社)에 소장된 닛타 요시사다의 영정

엔겐 3년/겐무 5년(1338년) 1월 2일에 아키이에는 가마쿠라를 출발하여 1월 12일에 도토미국(遠江国) 하시모토(橋本), 1월 21일에 오와리 국(尾張国)에 도착하였고, 다음날 구로다주쿠(黒田宿)로 들어갔다.
맞서는 아시카가측은 슈고(守護)들을 불러 모아 군세를 조직하여 대항하였으나, 1월 28일까지의 사이에 아키이에는 이를 미노국(美濃国) 아오노가하라 전투(青野原の戦い, 기후현 오가키시)에서 철저하게 쳐부수었다. 일시 총대장 도키 요리토(土岐頼遠)가 행방불명되는 등 큰 손해를 입히기도 했지만, 이 전투에서 아키이에측도 많은 병력을 잃었고, 남은 병력도 크게 지쳐 버리는 등 피해를 입어 교토 공략은 포기해야 했다. 2월에 아키이에군은 이세로 물러났다.
《태평기》에서는 아키이에가 이세가 아니라 에치젠(越前)으로 가서 요시사다와 합류했더라면 승기를 잡았을 것인데, 그러지 않은 것은 아키이에가 요시사다에게 지휘권을 넘겨 주기 싫어했기 때문이라고 그리고 있다.
일본의 사학자 사토 신이치(佐藤進一)는 아키이에나 그 아버지인 지카후사 모두 자신의 귀족 신분에 대한 자의식이 강하였고, 무사에 대한 부정적인 인식을 가지고 있었기 때문에 요시사다와 합류하는 것을 싫어했던 것, 이라고 하고 있다. 또한 이때 기타바타케군 중에 있던 호조 도키유키에게 있어 요시사다는 일족의 원수였고, 그가 요시사다와의 합류를 강하게 반대했기 때문에 성사되지 못했던 것이라고 해석하고 있다.
그러나 사토 신이치의 견해에 대해 오쿠토미 다카유키(奥富敬之)는 기타바타케 군에는 요시사다의 차남인 요시오키도 있었으므로 호조 도키유키가 요시사다에 대해 어떤 적의나 원망을 품었을 리는 없고, 도키유키가 요시사다와의 합류를 반대했다고는 생각할 수 없다고 반론하였다. 또한 《태평기》의 묘사에 대해서는 아키이에는 요시사다에게 지휘권을 넘기는 것을 꺼려서 진군 절차를 바꿀 인물도 아니고, 나아가 아키이에가 요시사다보다도 관직이 높았기 때문에 지휘권을 넘기고 말고 할 위치도 애초에 아니었을 것이라며, 명백히 오류가 있다고 지적하고 있다.
요시사다와 아키이에 사이에 대립이 있었는지에 대해서는 사료상으로는 명확하게 읽어낼 수가 없다. 또한 에치젠으로 향했다고 해도 그 가는 길도 난로(難路)인 데다, 미네기시 스미오(峰岸純夫)에 따르면 그 노정의 곤란함으로 볼 때 에치젠으로 향한다는 선택지는 아키이에가 생각할 수 없었을 것이라고 지적하고 있다. 오쿠토미는 사토 가즈히코(佐藤和彦)의 견해를 「정곡을 찌른 견해」(正鵠にかなり迫っている)라고 평가하면서 아키이에는 일부러 길을 틀어서 아시카가측의 눈길을 끄는 동시에 요시사다가 거병할 시간을 벌어 주려고 한 것은 아닐까 하는 견해를 내놓았다.
한편으로 미네기시는 오히려 합류를 거절한 것은 요시사다쪽으로, 요시사다와 기타바타케 부자 사이에는 역시 뭔가 확집이 있었으며, 양자가 서로를 불신하고 있었던 것은 아니었을까 추측하고 있다. 나아가서는 요시사다가 있는 에치젠은 아직 안정되지 않은 상태였고 요시사다는 상경보다도 에치젠의 제압, 평정을 중시했다고 생각된다고 하였다. 이 당시 아시카가측의 공세는 격렬했고, 연대감도 가지고 있었다. 때문에 요시사다도 아키이에도 눈 앞의 적을 상대하는 것이 고작이었으며 서로 공동전선까지 전개할 만큼의 여유는 애초에 남아 있지 않았다고 지적하고 있다. 사토 가즈히코(佐藤和彦)는 기타바타케 지카후사는 이세에 세력을 가지고 있었고, 승리했다고는 해도 많이 지쳐있었던 아키이에는 이세에 있는 기타바타케 씨와의 관련이 깊은 여러 호족들을 의지하기 위해서도 이세로 향해야 했을 것이라고 추측하고 있다.

### 기나이에서의 전투

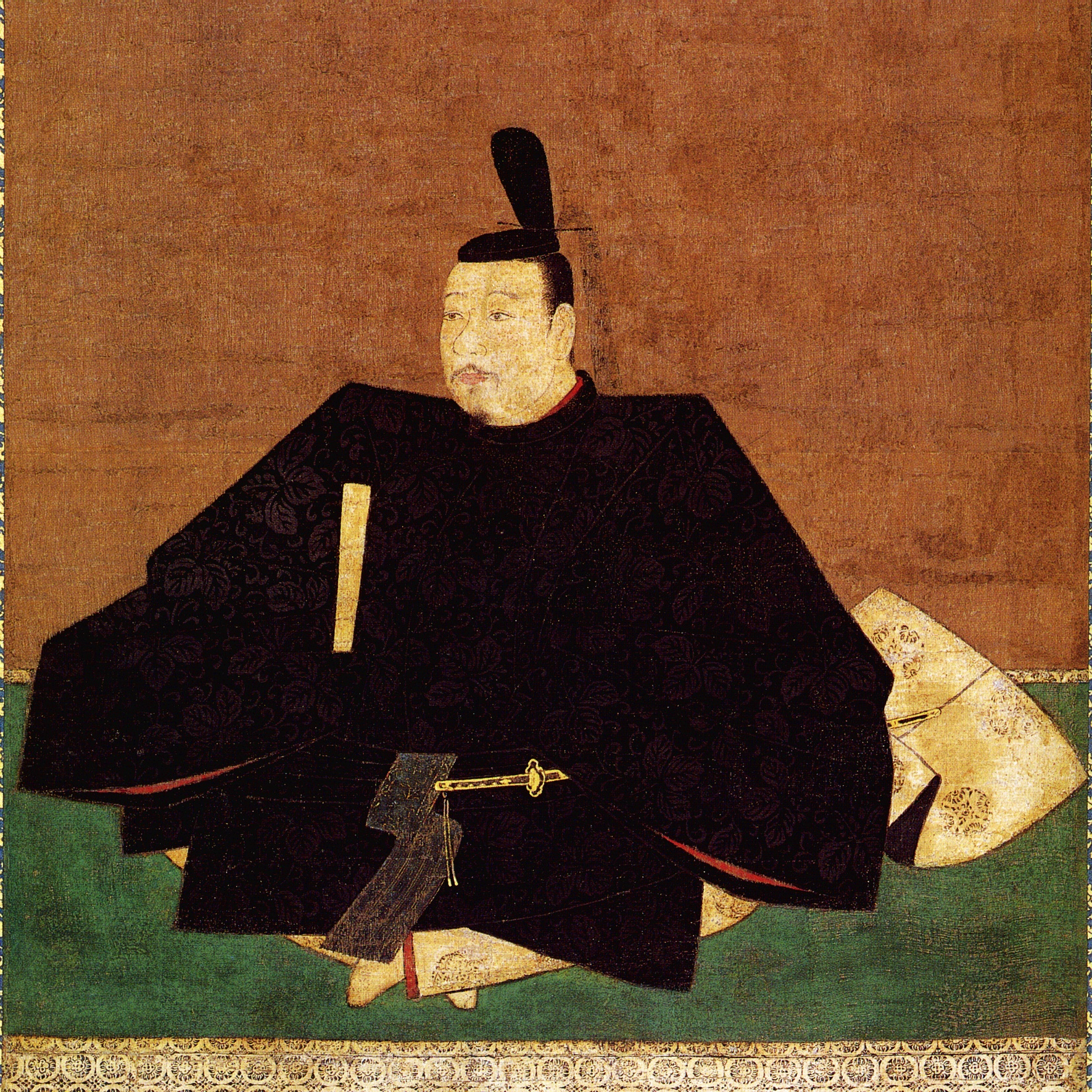
죠도지(浄土寺)에 소장되어 있는 아시카가 다카우지의 영정.

2월 4일 다카우지의 명으로 고노 모로야스(高師泰) ・ 모로후유(師冬) ・ 호소카와 요리하루(細川頼春) ・ 사사키 우지요리(佐々木氏頼) ・ 다카우지(高氏) 등이 아키이에군 토벌을 위해 교토를 진격하였다. 2월 14일(또는 16일), 아키이에는 북조군과 이세 국 구모즈 강(雲出川) 및 구시다 강(櫛田川)에서 싸웠으나, 결판을 내지 못했다.
2월 21일, 아키이에는 다쓰이치(辰市) 및 산조구치(三条口)에서 싸워 야마토(大和)를 점령하였으나, 28일에 한냐자카 전투(般若坂の戦い)에서 격전 끝에 북조의 모모노이 다다쓰네에게 패하고 말았다. 때문에 아키이에는 노리요시 친왕을 몰래 요시노(吉野)로 보냈다.
한편으로 가와치국(河内国)으로 물러난 아키이에는 다테 유키토모(伊達行朝), 다무라 데루사다(田村輝定) 등과 함께 전력 재건을 꾀하였다. 아키이에는 셋쓰 국 덴노지(天王寺)에 군사를 결집하고 3월 8일에 덴노지 전투(天王寺の戦い)에서 승리했다.
그러나 3월 13일에 오슈군은 북조군과 다시금 덴노지, 아베노(阿倍野) 및 가와치(河内)의 가타노(片野, 표기를 片埜・古名、交野라고도 하였다)에서 싸웠고, 14일에 덴노지에서 패하였다. 3월 15일에 아키이에군은 와타나베 전투(渡辺の戦い)에서 승리하였으나, 다음날인 16일에 아베노에서 패전하고 이즈미 국(和泉国)을 돌며 전투를 이어갔다. 3월 21일, 군세를 정비한 고노 모로나오는 이를 추격하여 남쪽으로 향하였다.
3월 22일에 남조는 규슈의 아소 고레토키(阿蘇惟時)에 출병을 요청했고, 아키이에를 구원하도록 명했다. 그러나 고레토키는 출병하지 않았고, 4월 27일에 남조는 고레토키에게 다시금 출병할 것을 명했다.
5월 6일, 오슈군은 이즈미의 사카이우라(堺浦)의 마치야(町屋)를 불사르고, 5월 8일에 이즈미 사카모토 향(坂本郷) 및 간논지(観音寺)에 성곽을 쌓았다. 다음날인 9일에 오슈군은 구마토리(熊取), 사노(佐野), 나가타키(長滝) 각지로 진격, 북조측의 호소카와 아키우지(細川顕氏) ・ 히네노 모리하루(日根野盛治) ・ 다시로 모토쓰나(田代基綱) 등 현지 북조 세력과 교전을 이어갔다.
이 사이 5월 10일에 아키이에는 도고쿠 경영의 상주문(上奏文)을 초하였다. 5월 15일에는 다시금 고다이고 천황에게 간언하는 주문을 올렸는데, 이른바 기타바타케 아키이에 상주문(北畠顕家上奏文)이다.

### 최후
아키이에군은 이즈미에서 분전하였으나, 이에 대해 아키이에 토벌에 나선 고노 모로나오는 5월 16일에 덴노지(天王寺)에서 사카이노우라로 출격하였다.
5월 22일, 사카이노우라에서 양측이 격돌하였다. 아키이에군은 선전하였으나 거듭된 전투로 피로가 쌓여 있었고, 나아가 북조측에 가세한 세토 내해(瀬戸内海)의 수군(水軍)의 지원 공격까지 더해져 곤란한 지경에 처하게 되었다. 이런 가운데 예정되어 있던 우군의 도착까지 지연되어, 열세로 맥없이 패하고 궤주하게 되었다.
그뒤 아키이에는 함께 남아 있던 2백 기의 병사를 거느리고 싸웠으나, 이시쓰에서 북조측에 포위되었다. 얼마 남지 않았던 아키이에군은 결사 항전을 벌였고, 분전 와중에 아키이에는 그만 말에서 떨어져 전사했다(이시쓰 전투). 향년 21세였다. 아키이에 외에 그를 수행하던 나와 요시타카(名和義高) ・ 난부 모로유키(南部師行) 등도 전사하였다.
사카이시 니시구(西区)의 기슈 가도(紀州街道)와 이시즈 강 교차 지점에 놓인 다이요 다리(太陽橋) 남쪽 부분에서 아키이에가 전사했다고 한다. 현재 그 장소에는 그의 공양탑이 세워져 있다.

## 사후
아키이에의 죽음에 남조는 같은 해 윤7월에 요시사다의 죽음까지 잇따르면서 큰 타격을 입었다. 한편으로 북조측의 무로마치 막부(室町幕府)는 중앙뿐만 아니라 아키이에의 근거지였던 오슈(奥州)에서도 유리한 싸움을 이어나가게 된다.
아키이에 사후 6월 21일에 히노 스케모토(日野資朝)의 딸이었던 아키이에의 아내는 가와치 국의 간신지(歓心寺)에서 출가하여 비구니가 되었고, 그 명복을 빌었다. 윤7월 26일에 아키이에의 동생인 아키노부(顕信)는 남조측에 의해 진주후쇼군으로 임명되어 9월에 이세고쿠시(伊勢国司) 기타바타케 아키요시(北畠顕能)를 남겨 두고 노리요시 친왕을 받들어 아버지 지카후사와 함께 무쓰로 향하였다. 그러나 선단은 그 길에 폭풍우에 휘말려 아키노부는 노리요시 친왕과 함께 이세로 돌아오게 되었고, 지카후사만이 히타치(常陸)에 닿았으며, 그곳에 머무르며 북조측과 싸웠다(히타치 합전). 그러나 현지에서의 사정은 남조측에 불리하게 움직였고, 고코쿠(興国) 4년/고에이(康永)2년(1343년) 11월에 지카후사는 히타치를 떠나 요시노로 돌아왔다.
한편으로 이세로 돌아간 아키노부는 이듬해 다시금 무쓰로 향했고, 아키이에가 거점으로 삼고 있던 료 산성을 중심으로 활동하였다. 그러나 쇼헤이(正平) 2년/조와(貞和) 3년(1347년) 료 산성이 함락되는 등 남조 세력은 차츰 궁지에 몰려갔다. 간노의 소란(観応の擾乱)으로 인해 벌어진 북조측 오슈 간레이의 대립을 틈타 다가 고쿠후(多賀国府)를 일시 점거하기도 했지만, 이듬해에 다시 빼앗겼고, 남조측의 회복은 이루지 못했다.
적남(嫡男) 아키나리(顕成)는 아키이에의 아들이기도 했기에 남조로부터 상당히 후대받았지만, 출가하여 태평기(太平記)의 일부를 집필 및 교열을 행했다고도, 오슈로 돌아가 나미오카 기타바타케 씨(浪岡北畠氏)의 시조가 되었다고도, 규슈로 가서 가네요시 친왕(懐良親王)을 따라 종군하였다고도 하고, 그 사적이 명확하지 않다. 한편으로 둘째 아들인 모로아키(師顕)의 계통은 도키오카 씨(時岡氏)가 되었다고 한다.
에도 시대인 분카(文化) 14년(1817년) 마쓰다이라 사다노부(松平定信)가 아키이에의 위령을 위해 료 산에 료 산 비(霊山碑)를 세웠다.

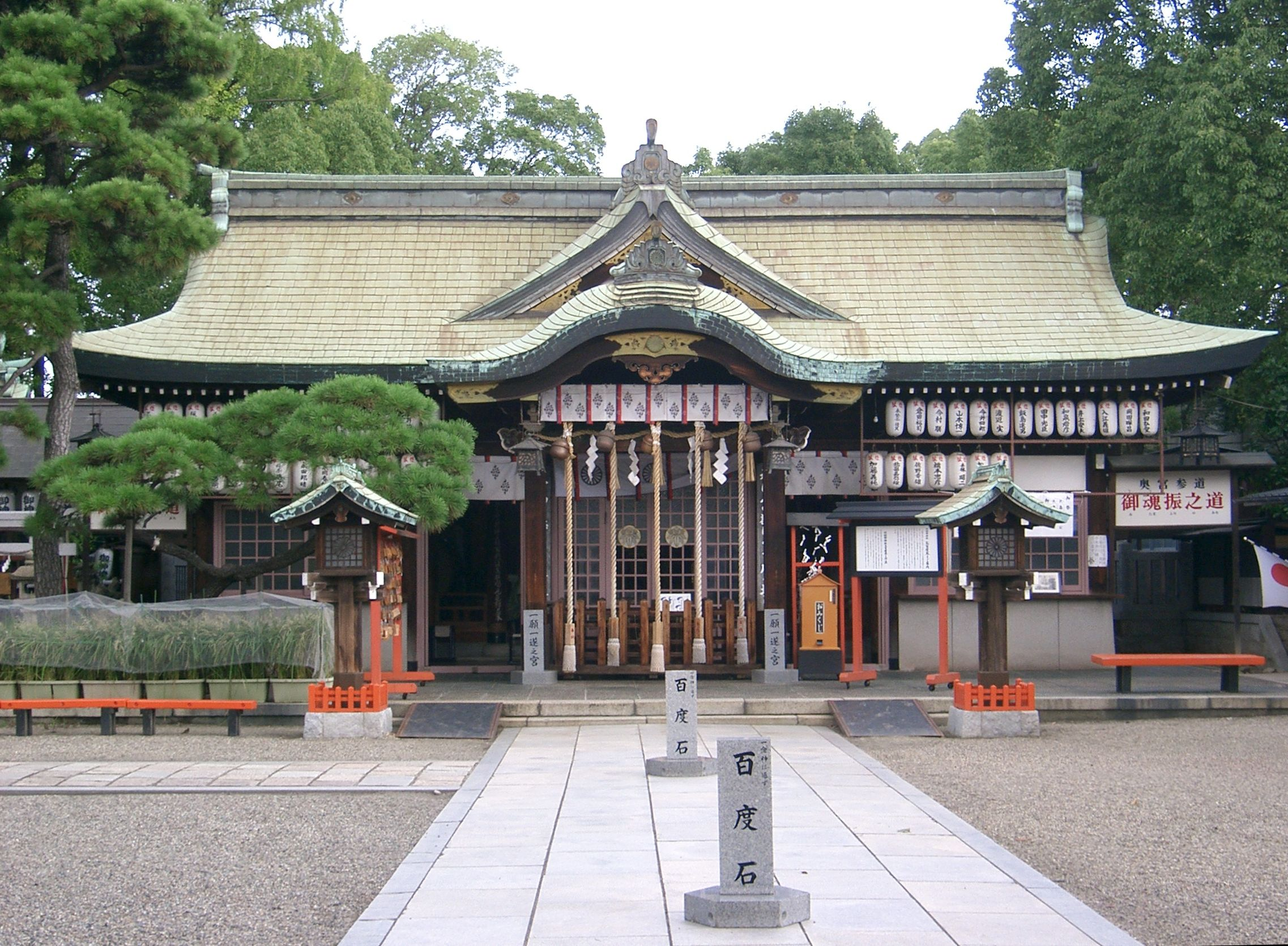
아베노 신사(阿部野神社). 아키이에를 모신 신사이다.

메이지 유신(明治維新) 이후 아키이에의 아버지 지카후사가 저술한 신황정통기(神皇正統記)를 선구로 하는 황국사관(皇国史観)이 「정통한 역사관」으로 확립되게 되면서, 남조에 충성을 다했던 아키이에나 닛타 요시사다, 구스노키 마사시게 등에 대한 재평가가 이루어지게 되었다. 1868년(메이지 원년), 요네자와번(米沢藩)의 유학자 나카야마 세쓰도(中山雪堂)와 의사 니시오 겐슌(西尾元詢)이 아키이에 등의 영령을 모신 신사의 건립 운동을 펼쳤고, 1876년(메이지 9년) 메이지 천황(明治天皇)의 도호쿠 순행을 기회로 무쓰 고쿠후가 한때 위치했으며 겐무 신정과 연고가 있는 료 산이 신사 부지로 선정되어, 1880년(메이지 13년) 6월에 료 산 서쪽 산기슭에 료 산 신사(霊山神社)가 세워졌다. 1885년(메이지 18년)에는 이를 별격관폐사(別格官幣社)의 반열에 두게 하여 겐무 중흥 15사(建武中興十五社)의 하나로 삼았다.
또한 1875년(메이지 8년)에 오사카시 아베노구(阿倍野区)에 아키이에를 제향하는 신사가 현지 주민들에 의해 세워졌다. 이는 1881년(메이지 14년) 11월 16일에 아키이에와 그 아버지 지카후사 두 사람을 제신으로 하는 별격관폐사가 되어, 겐무 중흥 15사의 하나인 아베노 신사(阿部野神社)가 되었다.
이들과는 별개로 에도 시대에 기타바타케의 먼 후손이라고 하는 스즈키 이에쓰구(鈴木家次)라는 사람이 아키이에, 지카후사, 아키노부 삼부자를 함께 이세의 다키(多気)의 신사에 제향하였고, 이를 훗날에 기타바타케 하치만구(北畠八幡宮)라 부르게 되었다. 1881년에 기타바타케 하치만구는 촌사(村社) 기타바타케 신사(北畠神社)가 되었고, 1928년(쇼와 3년) 11월 10일에 별격관폐사로 승격되었다. 이들은 아키노부를 주제신(主祭神)으로 하며 아키이에는 배사(配祀)되어 있다.

## 인물・일화

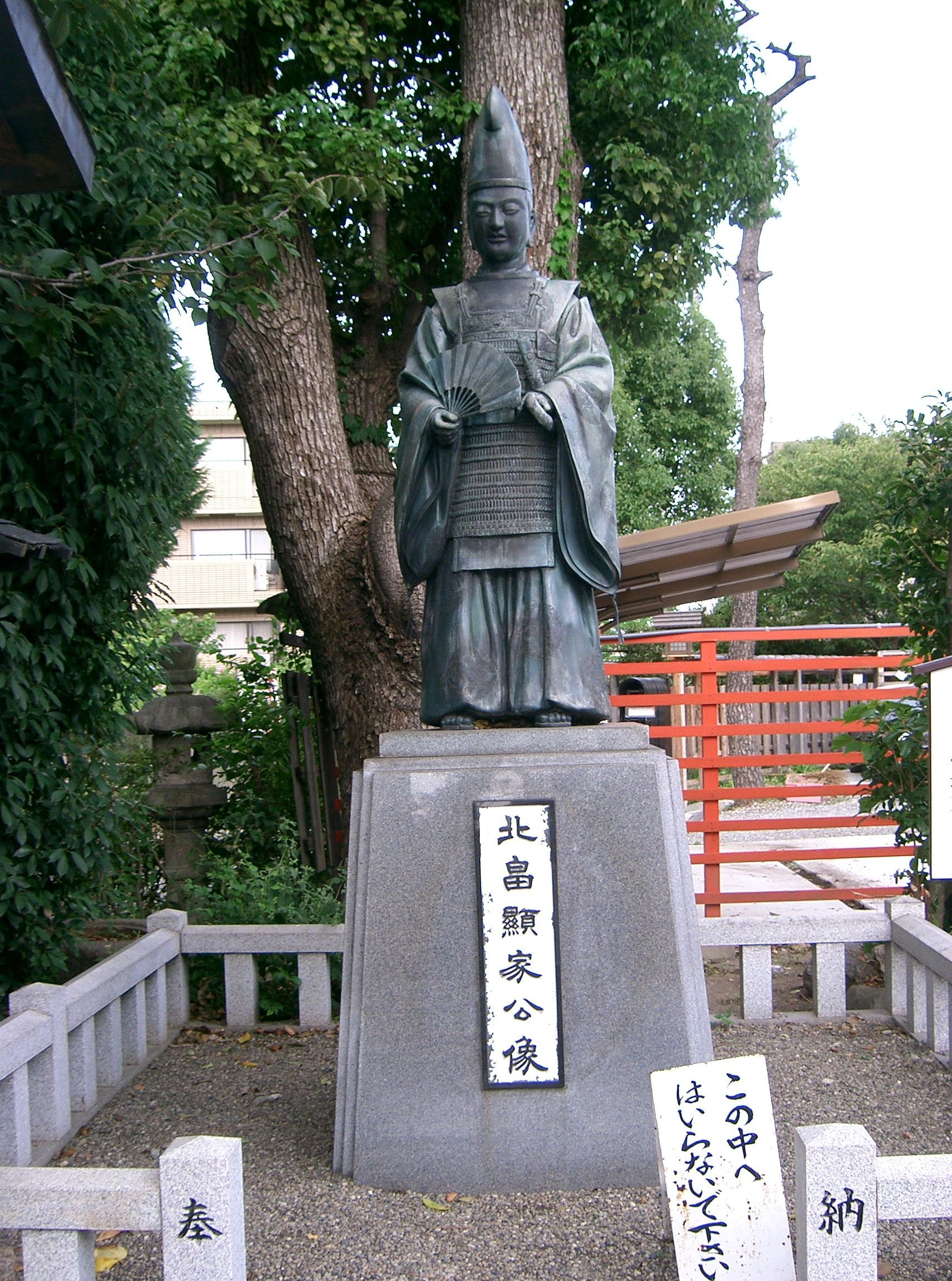
아베노 신사 경내에 세워져 있는 기타바타케 아키이에의 동상.

아키이에는 늠름한 미청년이었다는 후세의 전승이 있는데, 이는 각색된 부분이 강할 것으로 보인다. 아키이에의 용모에 관한 당시의 기록으로 『무어람기』(舞御覧記) 겐코 원년에 아키이에가 고다이고 천황의 기타야마 저택 행차에 바친 노오 춤에 대한 기록이 있다. 여기에는 아키이에의 용모에 관해 「어리고 가녀린 용모에 그 태도는 당당하였다」(形もいたいけして、けなりげに見え給いに)라고 적고 있다.
하지만 아키이에는 문무(文武) 모두 뛰어난 인물이었다. 구게(公家)이면서 동시에 무장으로써도, 아시카가 타카우지라는 당시의 무장들과도 호각을 다투었을 정도의 탁월한 수완과 전략적 안목을 지니고 있었다. 또한 젊은 나이이면서도 오슈의 유키(結城) ・ 다테(伊達)라는 여러 세력들을 따르게 할 정도의 정치 수완도 가지고 있었다. 아키이에는 남조군 총대장 닛타 요시사다와 마찬가지로 고다이고 천황으로부터 기대받았던 존재였다.
또한 센고쿠 시대(戦国時代)의 다이묘(大名) 다케다 신겐(武田信玄)이 사용했다는 풍림화산(風林火山)의 깃발은 기타바타케 아키이에가 먼저 사용한 것으로 유명하다.

## 평가
정치사상가로써도 아버지와 비슷한 재각을 지니고 있었고, 전사하기 일주일 전에 고다이고 천황에게 보낸 간언서 『기타바타케 아키이에 상주문』은 유려한 문장으로 역사적 가치가 높은 사료로 평가되고 있다.
나이 어린 구게 출신임에도 불구하고 아키이에의 제1회 원정군이 강력하였던 이유 가운데 하나로써 일본사 연구자 가메다 도시카즈(亀田俊和)는 고다이고 천황의 뛰어난 정책과 고다이고가 그 오슈에서의 권한을 아키이에에게 위임하였던 영향이 컸던 것은 아닐까, 라고 추측하고 있다. 고다이고 천황은 잡소결단소(雑訴決断所) 시행첩(施行牒)이라는 것을 추진하고 은상(즉 영토 안도)을 행하라는 지시에 강제집행 능력을 부가하는 것으로 약자 보호를 도모하였다. 아키이에는 오슈에서 이 권한을 위탁받고 제1차 원정군 앞에서는 그 시행 시스템에 의해 무가로부터의 구심력을 모을 수 있었다. 그러나 제2차 원정군 앞에서는 오슈에서 이 제도가 시행되지 않았기 때문에 약체화되고 말았다. 그런 한편으로 무로마치 막부의 집사 고노 모로나오는 고다이고 천황의 시행체제를 보다 세련된 형태의 집사시행장(執事施行状)이라는 것으로 발전시켜 많이 발급하였기 때문에, 무가로부터의 구심력을 얻을 수 있게 되었던 것은 아닐까, 라고 해석하였다.

### 아키이에 상소문

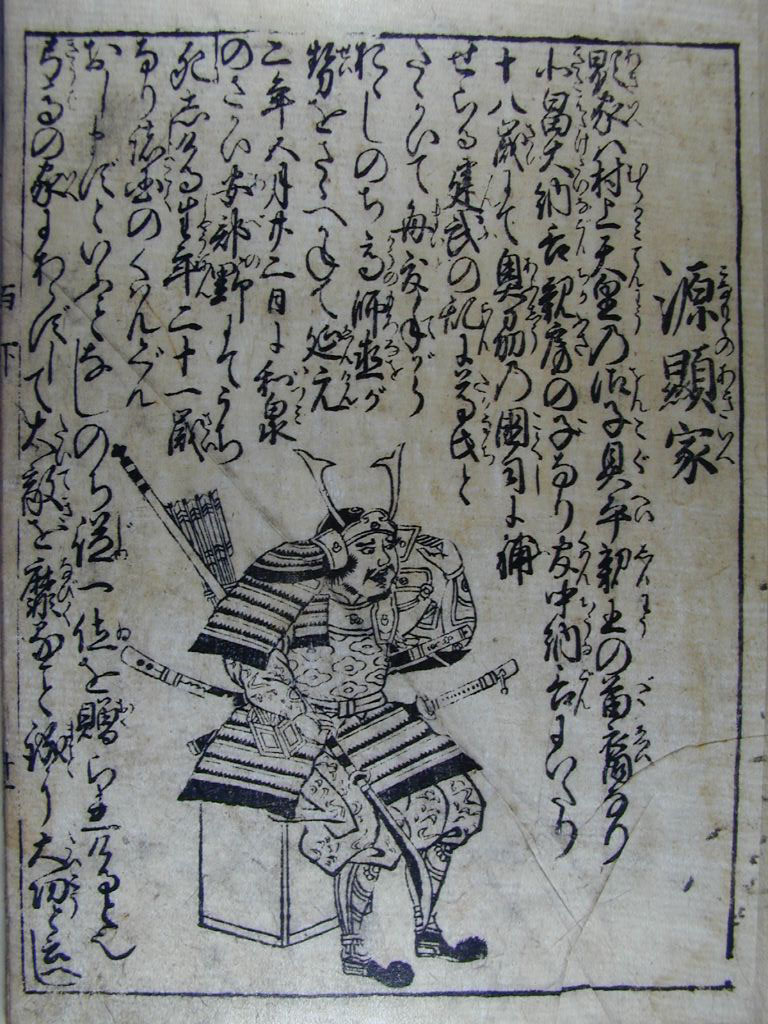
본조백장전(本朝百将伝)에 실려 있는 기타바타케 아키이에를 그린 삽화. 기타바타케 씨의 혼세인 미나모토(源)를 써서 미나모토노 아키이에(源顕家)라고 칭하고 있다.

기타바타케 아키이에는 전사하기 이레 전인 5월 15일, 고다이고 천황에게 그의 신정에서의 실패점을 간언하는 내용의 현존 전문 7개 조의 상주문(奏上文)을 보냈다. 이른바 기타바타케 아키이에 상주문(北畠顕家上奏文)이라고 불리는 것이다. 발문(跋文)에서 아키이에는 자신의 이름과 관위를 「곤노주나곤 겸 무쓰노다이스케 진주후쇼군 미나모토노 아키이에」(権中納言兼陸奥大介鎮守府大将軍源顕家)라고 하고 있다. 이 상주문은 「기타바타케 아키이에 주문」(北畠顕家奏状), 『아키이에 간소』(顕家諫奏), 「기타바타케 아키이에 간주문」(北畠顕家諫奏文)이라고도 불린다. 다이고데라(醍醐寺)의 산보인(三宝院)에는 「다이고데라 문서」(醍醐寺文書)라 불리는 문서가 전해지고 있는데, 아키이에가 직접 쓴 원본은 아니고 필사한 것으로 보인다. 다이고 문서는 제1조 최초 부분이 빠져 있는데 각 조항에 제 몇 번째 조 이렇게 기재가 되어 있지 않다 보니 원래부터 전7개 조였는지 아닌지에 대해서도 명확하지 못하다.
현존하는 조항 곳곳에는 「지방 분권제를 추진하여야 한다」, 「조세를 줄이고 부역은 정지해야 한다」, 「은상(恩賞)으로 관위를 주는 새로운 정책을 정지해야 한다」, 「구교(公卿) ・ 덴조비토(殿上人) ・ 승려에 대한 은혜는 천황 개인에 대한 충성심이 아니라 직무에 대한 충성심에 따라 공평하게 배분되어야 한다」, 「설령 교토를 탈환한다고 하여도 행행(行幸) ・ 연회는 피해야 한다」, 「법령 개혁의 빈도를 줄여야 한다」, 「아첨하는 신하를 배제해야 한다」 등의 일곱 가지 비판을 행하고 있다. 그리고 「만약 이 의견이 받아 들여지지 않는다면, 나 스스로 고다이고 천황의 슬하에서 벗어나 산속에 틀어박힐 것이다.」(もしこの意見を聞き届けていただけないなら、自分は天皇のもとを辞して山中にこもる)라고 하여 아키이에 자신의 분통함을 강하게 드러내는 문장으로 끝맺고 있다. 간주문을 올린 각오가 엿보이는 내용이다.
그 문장의 아름다움이나 사료로써의 가치는 높이 평가되어, 20세기 전반 일본의 연구자 구로사카 가쓰미(黒板勝美)는 이 상주문을 다이고지의 국보(国宝) 《과거현재인과경》(過去現在因果経)보다도 가치가 있는 것이라고 높게 평가하였다. 다만 내용의 타당성 그 자체는 이야기적인 비극성과는 냉정하게 나누어서 생각할 필요가 있다. 예를 들어 21세기 전반의 연구자 가메타 도시카즈(亀田俊和)는 아키이에의 고다이고에 대한 법령 개혁 ・ 인사 비판에 대해, 어디까지나 구게층로써의 편견이 담겨 있다는 것을 염두에 둘 필요가 있고, 또한 법령 개혁의 효과를 곧장 눈으로 볼 수 없었던 당대 사람들의 시점, 이라는 점에서 주의를 요한다고 지적하고 있다. 요컨대, 후세의 시점에서 객관적으로 보자면 고다이고의 법령 개혁은 당시 위치에서 행할 수 있었던 가장 최선의 한 가지였으며, 또한 역사적인 의의로 보아도 후대의 무로마치 막부로도 연결되는 것으로써 높게 평가할 수 있다, 고 하였다.

## 묘소 ・ 신사 ・ 동상

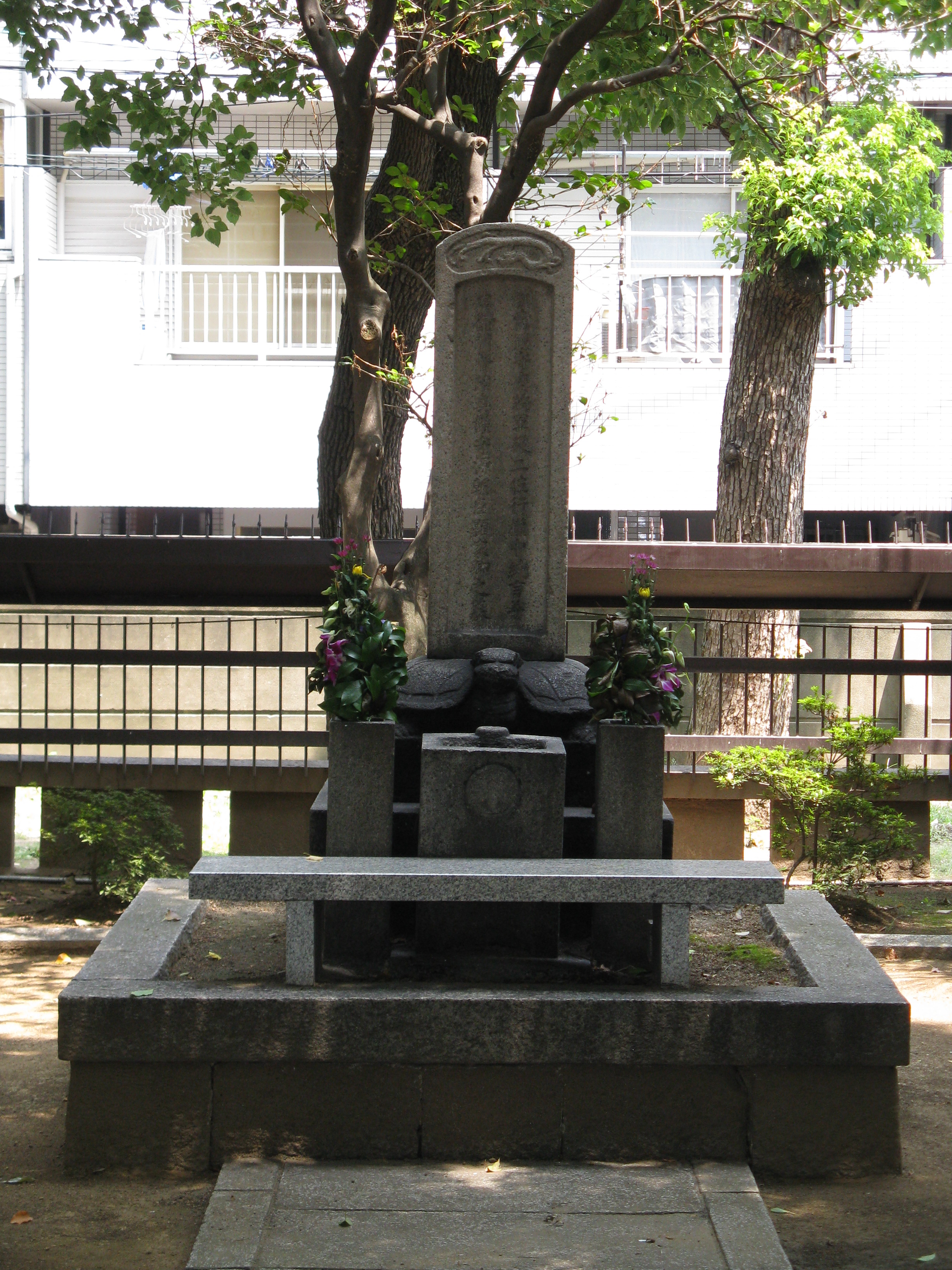
기타바타케 아키이에의 것이라 전하는 묘

- 사카이시(堺市) 니시구(西区)의 기슈 가도(紀州街道)와 이와쓰 강(石津川)이 교차하는 곳에 놓인 다이요 다리(太陽橋) 남쪽에 아키이에가 전사했다고 전하는 곳이 있으며, 현대에 이르러 난부 모로유키(南部師行)와 함께 공양탑(供養塔)이 세워져 있다.[44]
- 오사카시(大阪市) 아베노 구(阿倍野区)에 있는 기타바타케 공원(北畠公園) 안에 아키이에의 것이라고 전하는 묘소가 있다. 기타바타케 공원 안에는 아키이에의 것이라고 여겨지는 묘가 있다. 단, 이 묘는《태평기》등의 전승에 따라 에도 시대인 교호 연간(18세기 초엽) 교토의 유학자 나미카와 세이쇼(並川誠所)에 제안에 의해 세워진 것이다.[45]
- 아베노구에 있는 아베노 신사(阿部野神社)에서는 아키이에를 제향하고 있다. 여기에는 아키이에의 동상이 있는데, 이 동상은 NHK 대하드라마 「태평기」(太平記)가 방영된 것을 기념하여 1991년에 세워진 것으로, 제막식에는 본작에서 지카후사 ・ 아키이에 부자 역을 맡았던 곤도 마사오미(近藤正臣) ・ 고토 쿠미코(後藤久美子)도 참석하였다.
- 아키이에가 무쓰 고쿠후를 세웠던 료 산에는 료 산 신사(霊山神社)가 세워졌으며, 아키이에 부자 등을 제향하고 있다. 여기에도 아키이에의 동상이 있다.

### 내용주
1. ↑  무라카미 수군(村上水軍)의 시조
2. ↑  《계도찬요》(系図纂要)에는 「분포 2년 3월 2일생」(文保二年三ノ二生)이라고 되어 있다.
3. ↑  《마스카가미》에 「其の程、上も御引直衣にて、倚子に著かせ給ひて、御笛吹かせ給ふ。常より異に雲井をひびかす様也。宰相の中将顕家、陵王の入綾をいみじう尽くしてまかづるを、召し返して、前の関白殿御衣取りてかづけ給ふ。紅梅の表着・二藍の衣なり」라고 이때의 모습이 기록되어 있다.
4. ↑  「元徳二年（1330年）13歳で左中弁となる新例をひらき、翌年参議で左近衛中将を兼ね、空前の昇進を示した」[2]
5. ↑  《겐무키》(建武記)나 《직원초》(職原鈔)에 따르면 진주후쇼군은 종5위상(従五位上)에 상당하는 직책으로, 3위 이상의 인물이 이 직책에 나아갈 때에는 대(大) 자를 덧붙여서 대장군(大将軍)이라고 불렀다.
6. ↑  나미오카 씨(浪岡氏)에 대해서는 아키이에의 동생인 아키노부의 손자에 해당하는 기타바타케 지카요시(北畠親能)이라는 설 등 여러 가지 설이 존재하고 있다.

### 참조주
1. 1 2 3 4 5 6 7 8 9 10 11 12 13 14 15 16 17 18 19 20 21 22 23 24 25 26 27 28 29 30 31 32 33 34 35 36 37 38 39 40 41 42 43  愛しの顕家様のぺえじHP内北畠顕家関連年表(일본어)、2014년 7월 2일 열람.
2. ↑  河出書房新社『日本歴史大辞典』
3. ↑  本郷和人「天皇の思想: 闘う貴族北畠親房の思惑」2010年　山川出版社
4. ↑  『大日本史料』6編1冊99頁「公卿補任」元弘三年六月十二日
5. ↑  『大日本史料』6編1冊170頁「公卿補任」
6. 1 2 3 4 5 6 7 8 9 10 11 12  “日本の歴史学講座HP内北畠氏総合年表”. 2016년 9월 13일에 원본 문서에서 보존된 문서. 2021년 4월 5일에 확인함.
7. ↑  『大日本史料』6編1冊242頁
8. ↑  『大日本史料』6編1冊249頁「神皇正統記」
9. ↑  『大日本史料』6編1冊250頁「相顕抄」
10. ↑  『大日本史料』6編1冊701頁「会津四家合考」「南部文書」
11. ↑  『大日本史料』6編2冊181頁「公卿補任」
12. ↑  『大日本史料』6編2冊693頁「公卿補任」
13. ↑  『大日本史料』第6編2冊587頁。
14. ↑  『大日本史料』6編2冊825頁「八戸系図」
15. ↑  『大日本史料』6編2冊978頁-
16. ↑  『大日本史料』6編2冊993頁
17. ↑  『大日本史料』6編3冊60頁「公卿補任」
18. ↑  『大日本史料』6編3冊135頁「公卿補任」
19. ↑  『大日本史料』6編3冊310頁「相馬岡田文書」
20. ↑  『大日本史料』6編3冊400頁「相馬岡田文書」
21. ↑  『大日本史料』6編4冊37頁
22. ↑  『大日本史料』6編3冊934頁「白河文書」
23. ↑  『大日本史料』6編4冊57頁
24. ↑  『大日本史料』6編4冊352頁
25. 1 2  『大日本史料』6編4冊453頁
26. ↑  『大日本史料』6編4冊458頁「太平記」
27. ↑  『大日本史料』6編4冊663頁「大国魂神社文書」
28. ↑  『大日本史料』6編4冊664頁「瑠璃山年録残編」
29. ↑  『大日本史料』6編4冊663頁
30. 1 2  『大日本史料』6編4冊710頁
31. ↑  峰岸・121頁
32. ↑  峰岸・121-122頁
33. 1 2 3  奥富・222頁
34. 1 2  安井『太平記要覧』・202頁
35. ↑  峰岸・122
36. ↑  奥富・223頁
37. 1 2  峰岸・122頁
38. ↑  『大日本史料』6編4冊737頁
39. ↑  『北畠准后伝』 ・ 『南朝編年記略』
40. ↑  黒板 1939.
41. ↑  黒板 1939, 616쪽.
42. ↑  黒板 1939, 631쪽.
43. 1 2  亀田 2014, 167–175쪽.
44. ↑  “第77話 北畠顕家”. 公益財団法人　関西・大阪21世紀協会. 2021년 1월 14일에 원본 문서에서 보존된 문서. 2021년 4월 5일에 확인함.
45. ↑  北畠公園内「北畠顕家公由緒記」

## 참고 문헌
- 亀田, 俊和 (2014), 《南朝の真実 忠臣という幻想》, 歴史文化ライブラリー 378, 吉川弘文館, ISBN 978-4642057783
- 黒板, 勝美 (1939), 〈北畠顕家の上奏文に就いて〉, 《虚心文集》 2, 吉川弘文館, 607–632쪽, doi:10.11501/1266363, 1266363 - 1929년(쇼와 4년) 11월 『歴史地理』54권 5호부터의 재록.
- 佐藤, 進一 (1965), 《南北朝の動乱》, 日本の歴史 9, 中央公論社
  - 佐藤, 進一 (2005), 《日本歴史9 南北朝の動乱》, 中公文庫 改판, 中央公論社, ISBN 978-4122044814 - 1965년판 단행본이 1974년에 문고판으로 나왔는데 개판(改版)되었다.

## 같이 보기
- 기타바타케 지카후사
- 간논지 성
- 다가 성
- 료젠 산
- 아베노 신사
- 풍림화산